# 縁桂
縁桂（えんかつら）とは、北海道乙部町の国有林内にあるカツラの連理木。

## 概要
樹径6.0m・5.1m、樹高40mの2本のカツラが、高さ約7mの位置で枝が癒着結合した連理の巨木。
1973年(昭和48年)に北海道保護樹木に指定されている。
樹齢500年以上と推定されており、林野庁の「森の巨人たち百選」に指定され、縁結びの神様が宿るといわれている。
毎年地元神社の例大祭と同日（秋分の日）にイベントが行われており、樹前で結婚式を挙行するカップルもいる。
2012年(平成24年)8月18日付け日本経済新聞・NIKKEIプラス1の「何でもランキング「訪れたい神秘的な巨樹」」で、縄文杉（鹿児島県屋久島町）続いて第2位に選ばれた。
保護の観点から、根元部分は祠のある正面以外立ち入ることができない。

## 姉妹樹
中華人民共和国湖南省張家界市・武陵源（世界遺産）内の「重歓木」（互いに連理の木である。）

## アクセス
縁桂森林公園駐車場から徒歩約20分(駐車場まで函館から車で約1時間30分)